# Sintagma
Sintagma (do grego σύνταγμα, transl. syntagma: "composto" ou "constituição"), em linguística, refere-se a um grupo de elementos linguísticos contíguos em um enunciado, ou seja, é uma unidade sintática composta de um ou mais vocábulos que formam orações. Na língua portuguesa, existem sintagmas nominais, verbais, adjetivais, adverbiais e preposicionais, de acordo com o núcleo do sintagma. O sintagma tem o paradigma como oposto.

## Nominal
É constituído por um nome e seus modificadores.
Ex.: Comprei uma boneca.

## Verbal
É constituído de um verbo no qual ele é o próprio núcleo.
Ex.: As crianças acordaram.

## Adjetival
É constituído por um adjetivo. Muitas vezes pode se apresentar como aposto, predicativo, adjunto.
Ex.: João está triste.

## Adverbial
É constituído por um advérbio.
Ex.: Choveu muito pela manhã.

## Preposicional
É constituído por uma preposição.
Ex.: Fomos parar na diretoria pelo fato de termos colado na prova.